# Викарело (Ливорно)
Викарело је насеље у Италији у округу Ливорно, региону Тоскана.
Према процени из 2011. у насељу је живело 3106 становника. Насеље се налази на надморској висини од 8 м.